# Relations entre l'Azerbaïdjan et le Japon

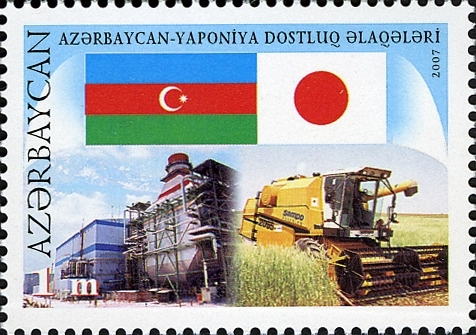
Timbre-poste azerbaïdjanais consacré aux relations amicales Azerbaïdjan-Japon en 2007

Les relations entre l'Azerbaïdjan et le Japon sont des relations bilatérales entre la République d'Azerbaïdjan et le Japon dans les domaines politique, socio-économique, culturel et autres.
L’ambassadeur de l’Azerbaïdjan à Tokyo est M. Farid Talibov. L'ambassadeur du Japon en Azerbaïdjan est M. Teruyuki Katori.

## Histoire
Le Japon est l'un des premiers pays à avoir reconnu l'indépendance de l'Azerbaïdjan. Le 7 septembre 1992, les premières relations diplomatiques entre la République d'Azerbaïdjan et le Japon ont été établies. L'ambassade du Japon en Azerbaïdjan est opérationnelle depuis le 21 janvier 2000. La représentation de l'Azerbaïdjan à Tokyo a pris naissance le 1er octobre 2002.
De 1992 à 2019, plusieurs accords dans les domaines humanitaire, économique et autres ont été signés entre les gouvernements d'Azerbaïdjan et du Japon. Des groupes d'amitié interparlementaires ont été créés et une commission mixte intergouvernementale fonctionne.

### Visites officielles
La première visite officielle du Président de l'Azerbaïdjan (ancien président Haydar Aliyev) au Japon a eu lieu du 24 au 28 février 1998. Au cours de la visite, les parties ont signé 10 documents:
- Accord d'amitié et de partenariat;
- Accord de coopération dans le domaine du commerce et de l'économie;
- Accord de consultation;
- Un accord de prêt sur un projet de construction d'une centrale électrique à cycle combiné appelée «Severnaya»;
- Protocole sur l'aide humanitaire gratuite allouée à l'Azerbaïdjan par le Japon; Un accord de prêt entre les dirigeants azerbaïdjanais et la Banque d'import-export (Japon) sur le financement d'un projet de restauration de l'installation de l'usine d'Ethylène-Polyéthylène d'Erna;
- Après cette visite officielle, l'Association parlementaire pour l'amitié entre le Japon et l'Azerbaïdjan a été créée. Les parties ont signé une déclaration d'amitié et de partenariat, ainsi qu'une déclaration sur la coopération dans le domaine du commerce et de l'économie.

En 1998, une "Déclaration commune sur l'amitié et le partenariat entre le Japon et la République d'Azerbaïdjan" a été signée.
Dans le cadre de la visite du président de la République d'Azerbaïdjan Ilham Aliyev à Tokyo en mars 2006, les parties ont signé un communiqué sur l'amitié et la coopération et un accord sur la coopération technique.
Lors de la réunion officielle du ministre azerbaïdjanais des Affaires étrangères Elmar Mammadyarov et du ministre japonais des Affaires étrangères Taro Kono en septembre 2018, la partie japonaise a proposé le programme de l'Initiative du Caucase, dont l'essentiel est les activités commerciales conjointes.

## Coopérations entre l'Azerbaïdjan et le Japon

### Coopération économique
Dans les années 1970, une usine de climatisation domestique a été construite à Bakou avec le soutien financier du gouvernement japonais.
En 1997, le chiffre d'affaires du commerce mutuel s'est élevé à 22,3 millions de dollars EU.
En 2005, le Japon a accueilli l'exposition Expo 2005, dont l'un des participants était l'Azerbaïdjan, dirigée par l'ancien vice-Premier ministre Abid Charifov. La Journée de l'Azerbaïdjan a eu lieu.
En 2015, la 48e réunion du Conseil des gouverneurs de la Banque asiatique de développement (BAD) s'est tenue à Bakou.
En octobre 2015, dans le cadre de la visite du ministre japonais des Affaires de renouveau économique, M. Akira Amari en Azerbaïdjan, un protocole d'accord a été signé sur la coopération entre le Japon et l'Azerbaïdjan dans le domaine de la médecine.
En 2017, les échanges avec le Japon se sont élevés à environ 22,08 millions de dollars américains.
En 2017, la mission d'exportation de l'Azerbaïdjan au Japon a été organisée. Il était prévu de conclure un accord sur la promotion et la protection des investissements.
En février 2017, la 9ème réunion du Comité économique Japon-Azerbaïdjan s'est tenue dans la capitale Bakou. La réunion a examiné la perspective de développer la coopération dans le secteur non pétrolier.
La part du Japon dans le projet de développement des champs Azeri-Chirag-Gunechli est de 3,65% (ITOCHU).
En 2018, 30 entreprises japonaises opéraient en Azerbaïdjan. Le Japon exporte des automobiles (principalement des camions ISUZU), des machines, des équipements électroniques, des articles ménagers, etc. en Azerbaïdjan. Les produits agricoles (vin, fruits secs), l'aluminium, l'huile sont importés par le Japon d'Azerbaïdjan.

### Coopération énergétique
Dans le secteur de l'énergie, le gouvernement japonais a financé la construction de deux centrales électriques en Azerbaïdjan. En juin 2019, un protocole d'accord sur la coopération dans le domaine des énergies renouvelables a été signé entre l'Azerbaïdjan et le Japon. Cette coopération sert à développer le secteur des énergies renouvelables en Azerbaïdjan.

### Aviation
En janvier 2016, la direction de “Silk Way West Airlines” a ouvert un service aérien de fret direct entre les villes de Bakou et Komatsu.  À l'été 2017, des négociations ont eu lieu à Bakou entre des représentants des administrations de l'aviation des deux pays. Le sujet de discussion était la possibilité d'ouvrir des vols directs de fret et de passagers.

### Coopération internationale
Le Japon a voté pour l'élection de l'Azerbaïdjan en tant que membre non permanent du Conseil de sécurité de l'ONU (2012-2013).

## Tourisme
En 2013, 373 citoyens azerbaïdjanais ont demandé un visa à la délégation japonaise. La même année, 2 471 personnes en provenance du Japon se sont rendues en Azerbaïdjan. Depuis le 1er février 2016, les citoyens d'un certain nombre de pays de l'Est, dont le Japon, ont réussi à simplifier l'autorisation d'obtenir un visa d'entrée dans les aéroports internationaux d'Azerbaïdjan. Plus tôt, en janvier de la même année, les règles de visa pour l'Azerbaïdjan ont été simplifiées pour les citoyens japonais. Les Japonais ont obtenu des visas à entrée unique pour une période de 30 jours dans tous les aéroports internationaux azerbaïdjanais.
Le nombre de touristes en provenance du Japon a augmenté de 37,1% en 2019.

## Relations culturelles
Des séminaires et des formations sont organisés chaque année en Azerbaïdjan. La langue japonaise est enseignée à la fois dans les écoles secondaires et dans les universités d'Azerbaïdjan telles que l'Université d'État de Bakou, l'Université des langues d'Azerbaïdjan, etc. La langue azerbaïdjanaise est enseignée au Centre de culture turque Yunus Emre à Tokyo. Un certain nombre d'accords de coopération ont été conclus entre l'ADA et les établissements d'enseignement supérieur du Japon: Dochisha, Ritsumeikan, Kyoto, Osaka, Yamanachi Gakuin.
En 2013, un accord de jumelage a été conclu entre la ville d'Ismayilli (Azerbaïdjan) et Ito (Japon, préfecture de Chizuoka). Dans le parc de la culture et des loisirs nommé d'après Heydar Aliyev (Ismayilli), un jardin japonais a été aménagé. En août 2015, un jardin japonais a également été aménagé dans le parc Heydar Aliyev (district de Khatai, Bakou). L'Association d'amitié Japon-Azerbaïdjan opère dans la capitale, Tokyo.

## Centre de recherche du Japon
En février 2012, le centre de recherche du Japon a ouvert ses portes à l'Université des langues d'Azerbaïdjan. L'objectif de l'institution est d'enseigner la langue japonaise et de diffuser la culture du Japon en Azerbaïdjan. Le centre est directement lié au bureau de représentation japonais en Azerbaïdjan. À l'initiative du Centre de recherche du Japon, un accord d'échange d'étudiants a été conclu entre l'Université des langues d'Azerbaïdjan et l'Université japonaise de Tsukuba. Selon l'accord, chaque année, trois étudiants de l'Université des langues d'Azerbaïdjan étudient gratuitement à l'Université de Tsukuba.

## Aide humanitaire
Jusqu'en 2019, le Japon a fourni une assistance technique à l'Azerbaïdjan d'un montant de plus d'un milliard de dollars. Le Japon a fourni une aide humanitaire au réfugié azerbaïdjanais pour un montant de 11 470 millions de dollars après la guerre du Karabakh.
Depuis 2000, le Japon a fourni une assistance matérielle à l'Azerbaïdjan dans le cadre du programme d'assistance. Au printemps 2011, l'Azerbaïdjan a fourni une aide humanitaire au Japon pour se remettre d'un important tremblement de terre dans la partie orientale du pays. En 2015, le Japon a fourni une assistance à l'Azerbaïdjan sous la forme d'une subvention de 900 000 dollars pour le développement de l'agriculture.